# Tim N. Gidal

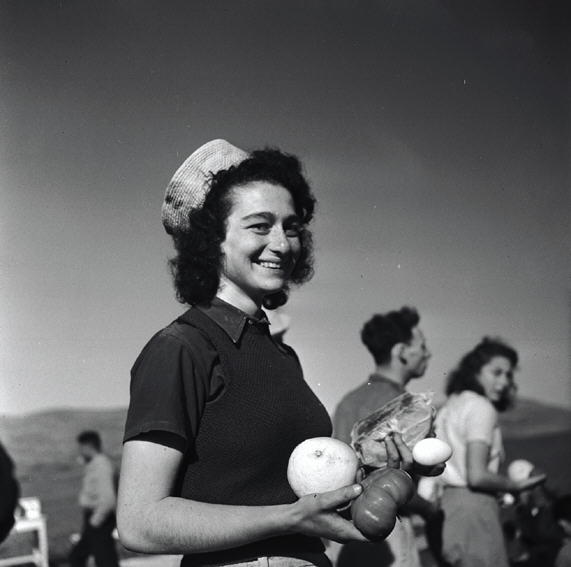
Žena s ostatními pracuje na poli ve vesnici Ma'ajan Baruch, 1947

Tim N. Gidal (18. května 1909, Mnichov – 4. října 1996, Jeruzalém) byl německo-byl německo-americko-izraelský fotograf, fotoreportér a vysokoškolský pedagog. Je považován za jednoho z průkopníků modernífotožurnalistiky. V Německu byl představitelem moderní fotožurnalistiky v letech 1900–1920 podobně jako Erich Salomon, Martin Munkácsi, Wolfgang Weber, Alfred Eisenstaedt a Felix H. Man.

## Životopis
Tim Gidal se narodil jako syn Abrahama a Pauliny (Eibe) Gidalewitschových, kteří se přistěhovali z Ruska, vyrostl v Mnichově v nábožensky liberální rodině, která mu vštípila silný smysl pro židovskou a sionistickou identitu. Po absolvování střední školy v Mnichově studoval historii, dějiny umění a ekonomii na univerzitách v Mnichově, Berlíně a Basileji; od roku 1929 působil také jako fotoreportér. Jeho bratr Georg, novinářský fotograf, který nutně potřeboval náhradu, mu půjčil svůj fotoaparát a dal mu stručný návod.
Jeho první dokument „Servus Kumpel“ o skupině tuláků vyšel v mnichovském Illustrated Press. Spolu s bratrem vznikla reportáž s názvem „Dobrovolná pracovní služba“. Bratři publikovali své snímky kromě jiného v Arbeiter Illustrierte Zeitung, ale přestali spolupracovat poté, co byly jejich fotografie opatřeny titulky, což považovali za manipulativní. V roce 1934 Gidal dokumentoval 13. Mezinárodní psychoanalytický kongres ve švýcarském Lucernu.
Po ukončení studií získal v roce 1935 doktorát na univerzitě v Basileji prací „O vztahu fotoreportáže a tisku“; tam se také zúčastnil semináře s Edgarem Salinem a seznámil se s Marion hraběnkou Dönhoffovou.
Gidal fotografoval primárně fotoaparátem Leica, který se díky své šikovnosti obzvláště dobře hodil k nenápadné práci. Používal také vysoce světelné kamery Ermanox a od roku 1930 4 × 4 cm Rollei.
Než musel v roce 1936 kvůli svému židovskému původu emigrovat do Palestiny, navštívil Gidal tuto zemi již dvakrát na delší dobu. V roce 1932 vznikla zpráva „Arabové proti Židům – problém Palestiny“, která je jednou z jeho nejznámějších fotožurnalistických prací. Zároveň tam vznikl jeho dokumentární film „ Erez Israel ve výstavbě“, který si objednal Palestinský filmový úřad Sionistické asociace pro Německo. Objevila se i další jeho díla kromě jiných také v americkém časopise Life, pro který působil i jako redakční poradce, dále v novinách Münchner Illustrierte Presse, Berliner Illustrirte Zeitung, Die Woche a Jüdische Rundschau.
Po emigraci do Palestiny (1936–1938) byl Gidal až do roku 1940 předním fotografem London Picture Post spolu s Felixem H. Manem a Kurtem Hübschmannem. V roce 1938 vyšla jeho první barevná reportáž v pařížské Marie Claire.
Od roku 1942 sloužil v židovské brigádě 8. divize během druhé světové války britské armády jako hlavní tiskový mluvčí; hlásil se ze severní Afriky a Barmy a byl také zraněn na řeckém ostrově Samos. Celkem 62 jeho fotografií se objevilo v oficiálním armádním časopise Parade. V Izraeli na počátku 40. let potkal Sonii Epsteinovou, novinářskou fotografku z Berlína; V roce 1944 se vzali.
V roce 1948 oba emigrovali do Spojených států, kde v roce 1953 obdržel americké občanství. Tim Gidal byl v letech 1955 až 1958 profesorem vizuální komunikace na newyorské The New School for Social Research jeho manželka učila umění a řemesla v Mount Vernon v New Yorku.
Oba rádi cestovali, navštívili všechny kontinenty světa a vydávali knihy. Psal a ilustroval knihy o fotožurnalistice, zatímco Sonia psala knihy pro děti, z nichž většina byla ilustrována jeho fotografiemi. Tato série knih představila děti z různých zemí slovem i obrazem. Knihy původně nazvané My Village in... byly napsány v letech 1955 až 1970 a byly vydány nakladatelstvím Pantheon Books. Orell Füssli jich v letech 1961 až 1968 také vydal deset v němčině.
Po rozvodu v roce 1970 se Gidal vrátil do Izraele a v roce 1971 se stal lektorem na Hebrejské univerzitě v Jeruzalémě. V roce 1980 se oženil s Piou Lis.
V roce 1989 Gidal předal svůj odkaz asi 3 000 fotografických médií Institutu Salomona Ludwiga Steinheima pro německo-židovské dějiny v Duisburgu.
Jeho hrobka je na jeruzalémském hřbitově Har HaMenuchot.

## Ceny a ocenění
- 1980 / 1982: Cena Enrique Kablina za životní projekt v oblasti fotografie
- 1983: Cena Ericha Salomona

## Galerie

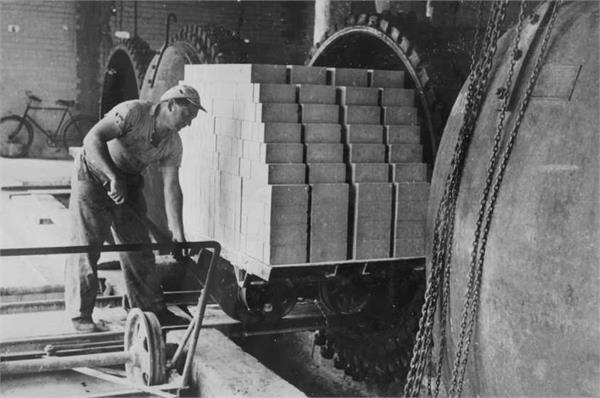
Zevulunské údolí, cihelna Silix, 1938
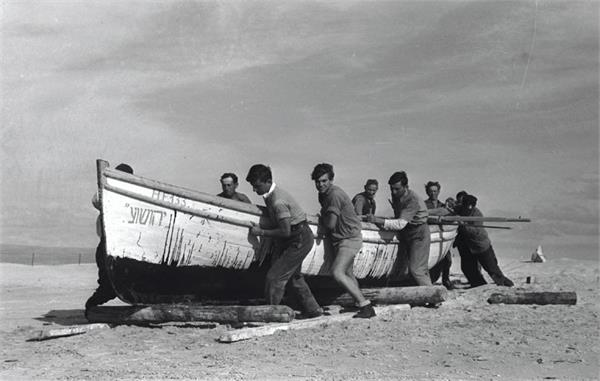
Zevulunské údolí, Mishmar Hayam, skupina rybářů na půdě Židovského národního fondu, 1938
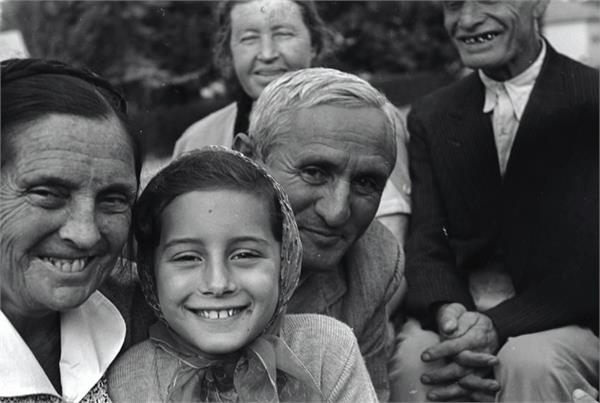
Údolí Jezreel - 25 let osídlení v údolí - pár Dajan a jejich vnučka - z Rishonim Nahalal, 1946
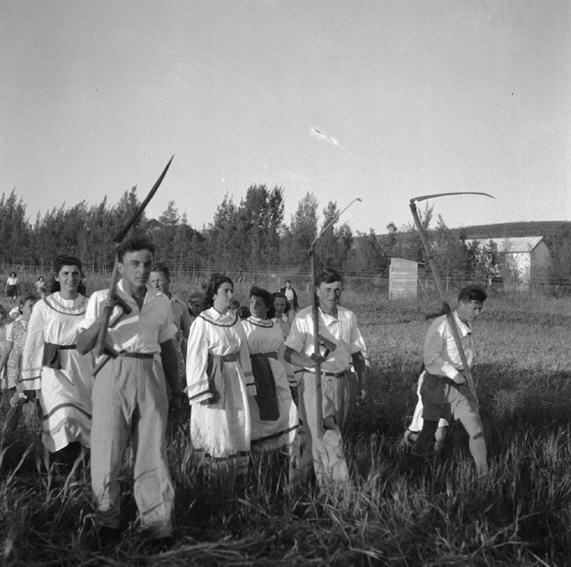
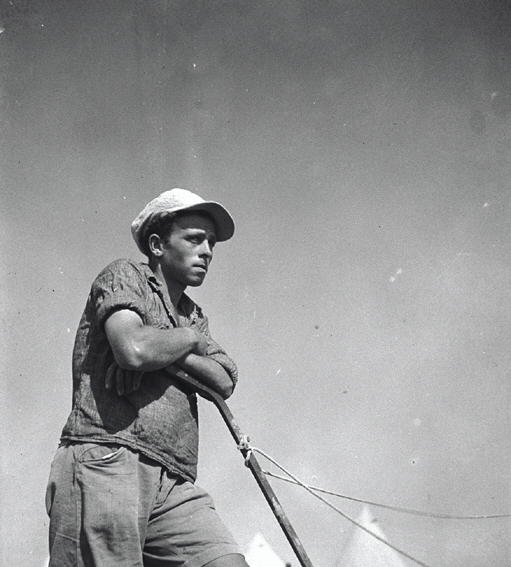
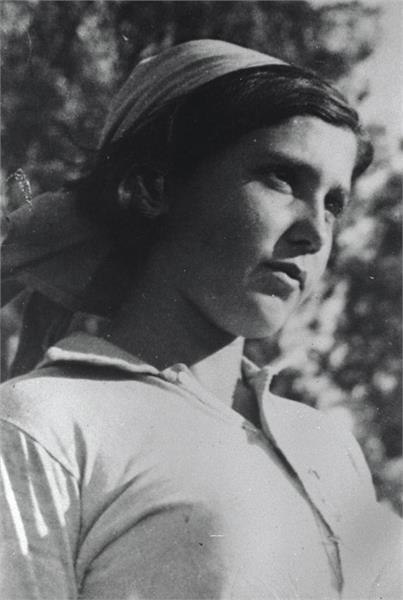
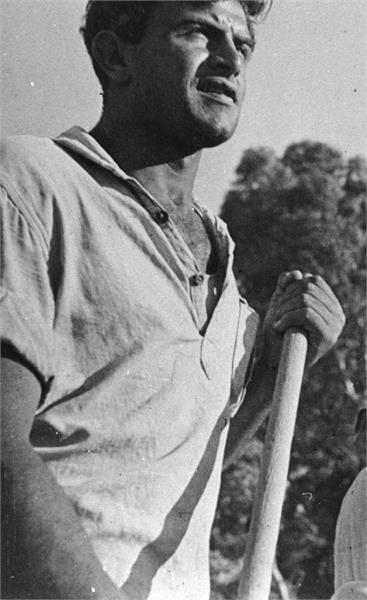
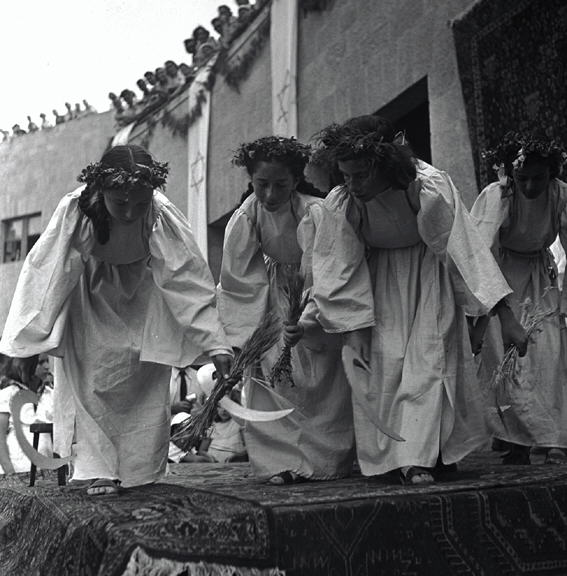
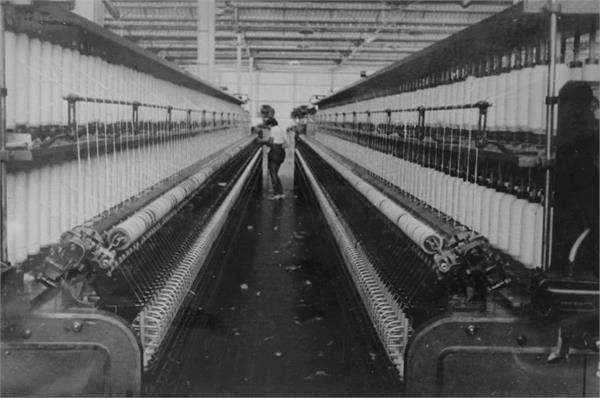
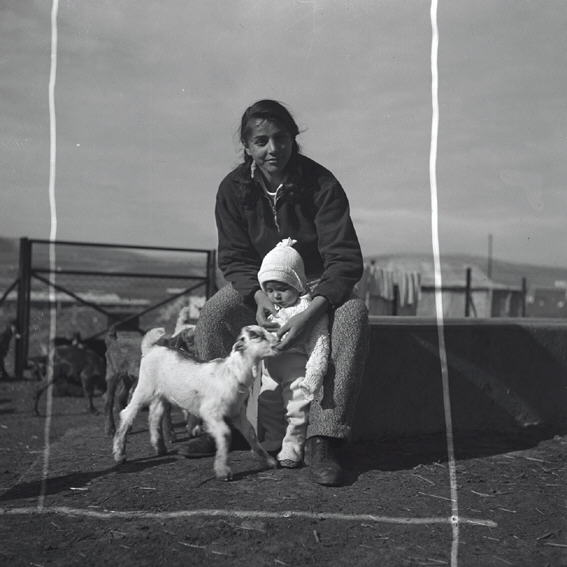
Na snímku je naznačen ořez fotografie
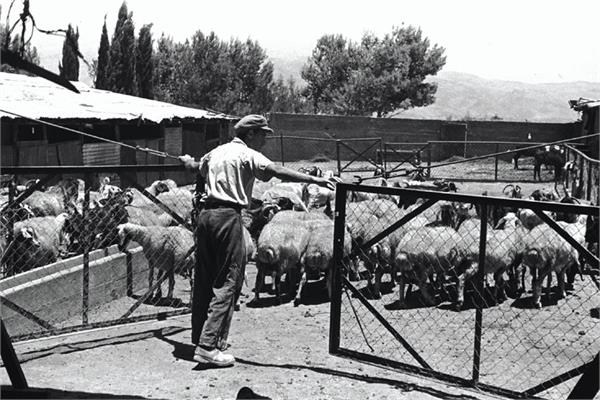
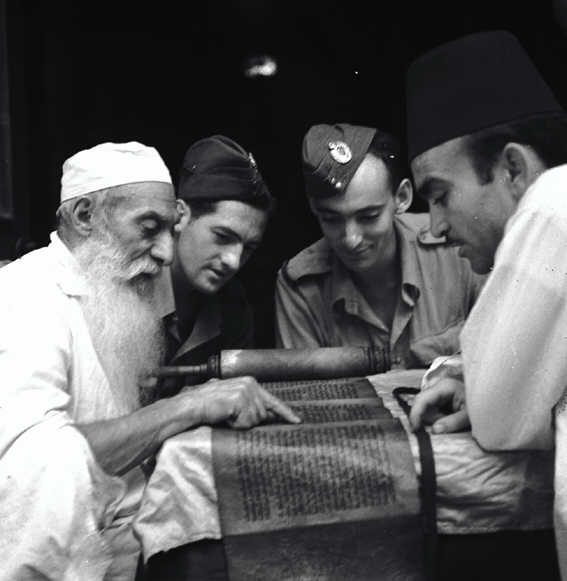